# Медресе Улугбека (Гиждуван)
Медресе Улугбека — памятник Абдул-Халик Гидждувани, расположенный в городе Гиждуван в регионе Бухара в Узбекистане. Это один из древних и известных медресе в Бухаре, также известный как "Файзия Медресе". В настоящее время он также известен как Мирзо Улугбек Медресе.
Это престижное учебное заведение было построено в хиджрийский год 836 (что соответствует 1432/33 году по григорианский календарь) рядом с могилой шейха Абдул-Халик Гидждувани, двухэтажное здание из обожженных кирпичей. Медресе Улугбека, основанный Мирзо Улугбеком, является третьим и последним медресе, основанным им, относительно более маленьким и простым по сравнению с медресе Улугбека в Бухаре и Самарканде.

## История

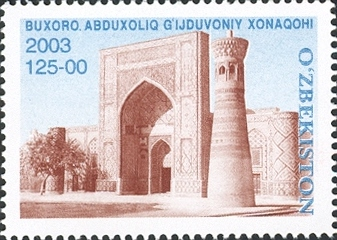
Почтовая марка Узбекистана

Медресе Улугбека в Гиждуване располагался вдоль великого караванного пути эпохи тимуридов, известного как "Великий Шелковый Путь", который соединял Бухару и Самарканд. Он стратегически располагался в пределах государства тимуридов и служил ключевым пунктом, соединяющим северный регион Хорезма с южными областями Рум (Анатолия) и Персии, выполняя свою роль связующего звена. По словам ученых Бухары, Мирзо Улугбек лично наблюдал за строительством медресе в Гиждуване. Этот медресе служит свидетельством веры Мирзо Улугбека. Он был уважаем учеными, такими как Амир Темур, Юсуф Хамадани, Абдул-Халик Гидждувани, Ахмад Ясави и Бахауддин Накшбанд. Над могилой Ахмада Ясави в Туркестане был возведен большой купольный свод.
Согласно исследованиям ориенталиста и историка Абдусаттора Джуманазар, медресе Улугбека был построен в хиджрийском году 836 (что соответствует 1432/33 году по григорианскому календарю). Это была двухэтажная структура с 20 комнатами, включая классы и мечеть .В медресе училось 40 студентов под руководством преподавателя. Со временем он ухудшился и в настоящее время находится в частично восстановленном состоянии, остался только один этаж. Обязательным условием было ежегодное обновление образовательного здания и его распределение среди оставшихся частей после сноса. В 1583 году он прошел специфическое восстановление по указанию Абдулла-хан II.
Хотя медресе функционировало в не особо большой территории ("Ходжай Жахон сармозори"), семь образовательных центров были активны до Бухарской революции. Обучение продолжалось до начала революции, после чего школа пришла в упадок. В 1933 году ученые В. Шишкин, В. Нильсен и И. Ноткин провели исследование и определили размеры медресе. В 1950-х годах медресе был превращен в склад, где хранились химические вещества, такие как селитра и фосфат аммония.
В 1993 году, по случаю 890-летия Абдул-Халик Гидждувани, медресе Улугбека был восстановлен. В 2003 году над мавзолеем Абдул-Халик Гидждувани был установлен большой купольный свод, и был создан сад. Обшивка купола была перестроена, старая часть медресе, мавзолей и новая построенная мечеть были отреставрированы по современным стандартам. В настоящее время аудитории медресе являются филиалом Бухарского музея, а его мечеть служит библиотекой, продолжая свою деятельность.

## Архитектура
Медресе, построенный Мирзо Улугбеком на два этажа, сейчас остается одноэтажным зданием. Это прямоугольное здание одного этажа (33×30 метров), включающее мечеть, классы и камеры. Вход заметно углубленный. В центре находится внутренний двор, с мечетью и классами на двух сторонах (8×4,6 метра), украшенными цветочными мотивами на углах. Вход во внутренний двор через дверь, напоминающую портал, из предбанника. Внутренний двор (15x13 метров) окружен восемью комнатами, четыре из которых прямоугольные, а остальные купольные. Основная структура медресе Улугбека, относящаяся к XV веку, сохранила свой первоначальный купол и минарет. На фасаде написано имя "Улугбек" и дата постройки. Рядом с передней стороной находится могила шейха Абдул-Халик Гидждувани. Со стороны входа выделяется поднятый сводчатый портал, украшенный альковами и оснащенный решетчатыми окнами для вентиляции. Внешние фасады были восстановлены с декоративной глазурованной плиткой.

### Книги
- Хамроев А. Х., Рахмонова М. А. История комплекса Ходжи Абдулхалика Гидувани и медресе Улугбека. Бухара: Бухара, 2003 - 87 с..
- Джуманазар А. К. История системы образования Бухары. Ташкент: Академнашр, 2017 – 592 с. ISBN 978-9943-4728-2-2.
- Джуманазар А. К. Караташ. Ташкент: Академнашр, 2022 – 512 с. ISBN 978-9943-8188-7-3.
- Научные центры Моваруннахра. Ташкент: Международная исламская академия Узбекистана, 2022 – 480 стр. ISBN 978-9943-7559-5-6.
- Советская энциклопедия Узбекистана. XI крыша. Ташкент: Общая редакция Узбекской советской энциклопедии, 1978 г. - 656 стр.

### Статьи
- Шишкин В. А. (1933) (рус). Медресе Улугбека в Гиждуване (Материалы Узкомстариса наш

## Галерея

Галерея
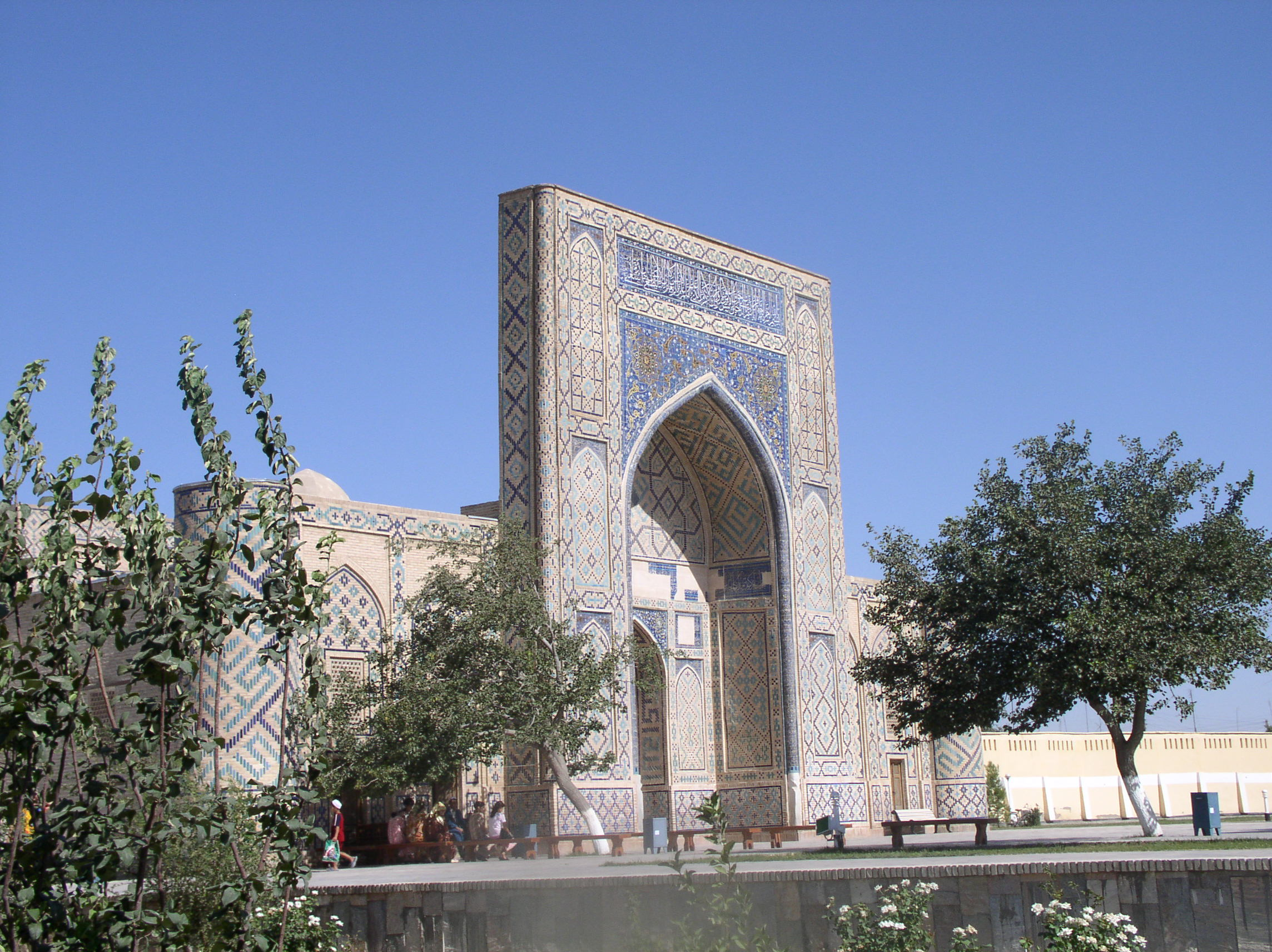
Медресе Улугбека
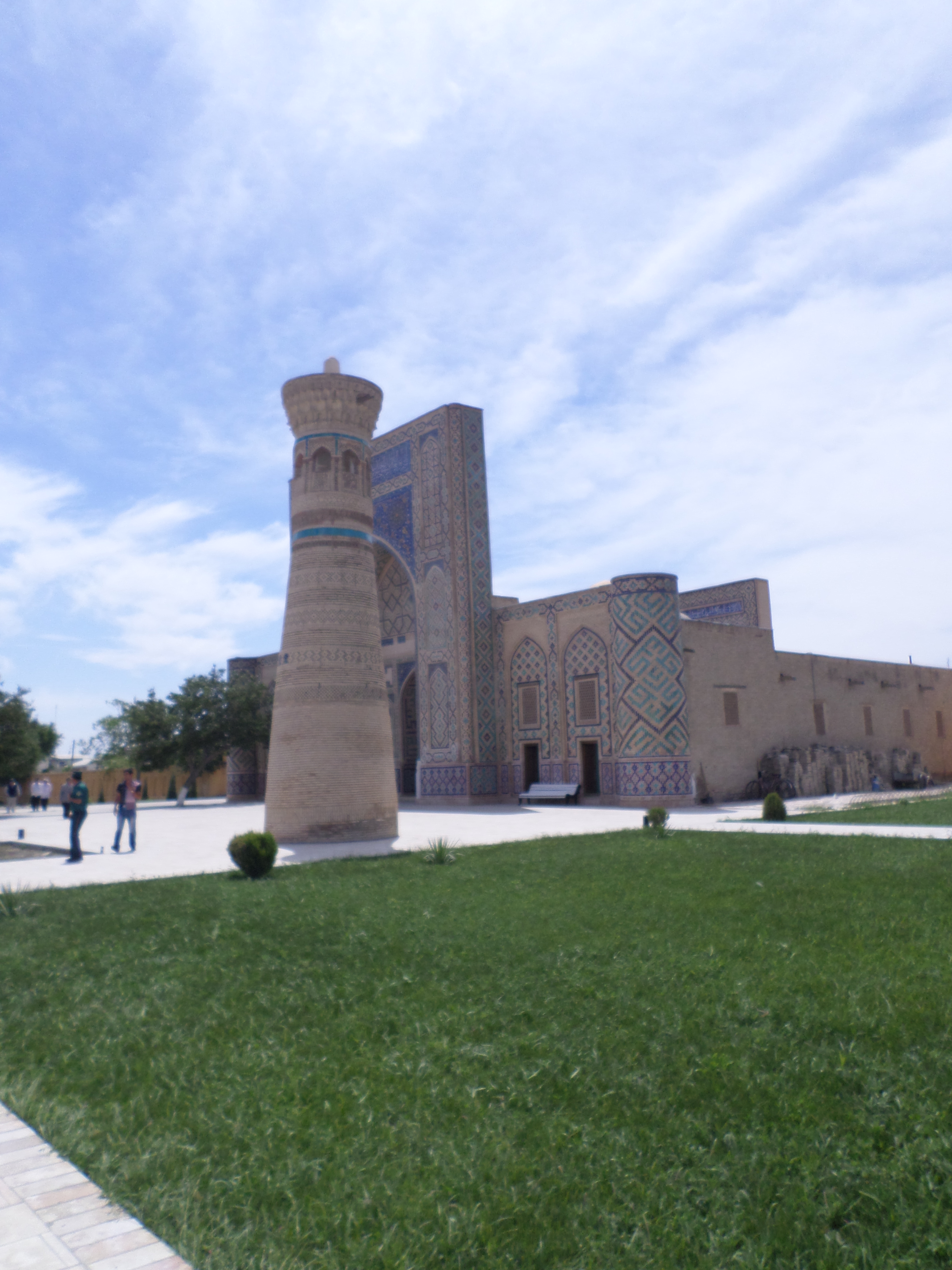
Медресе Улугбека
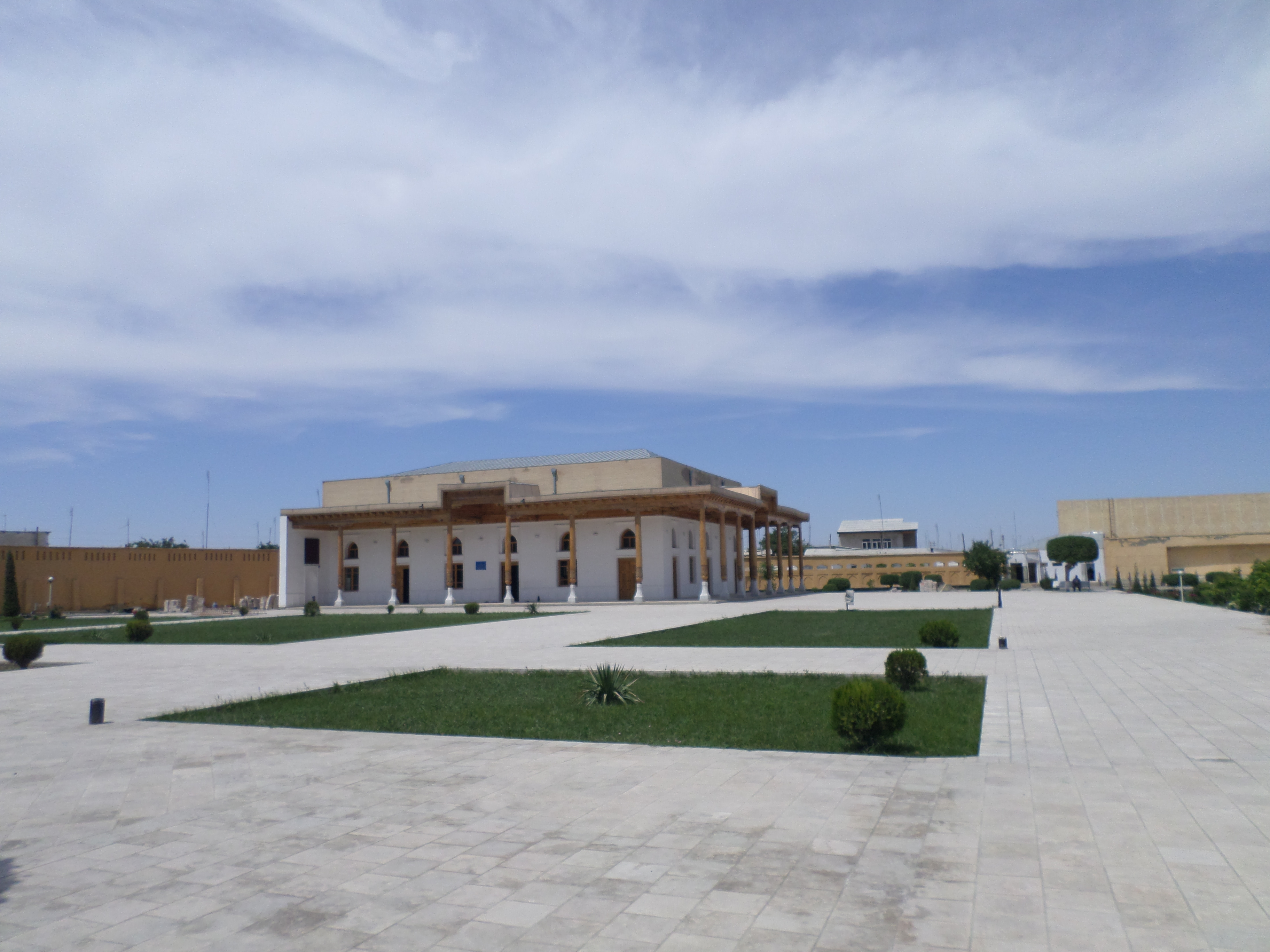
Медресе Улугбека
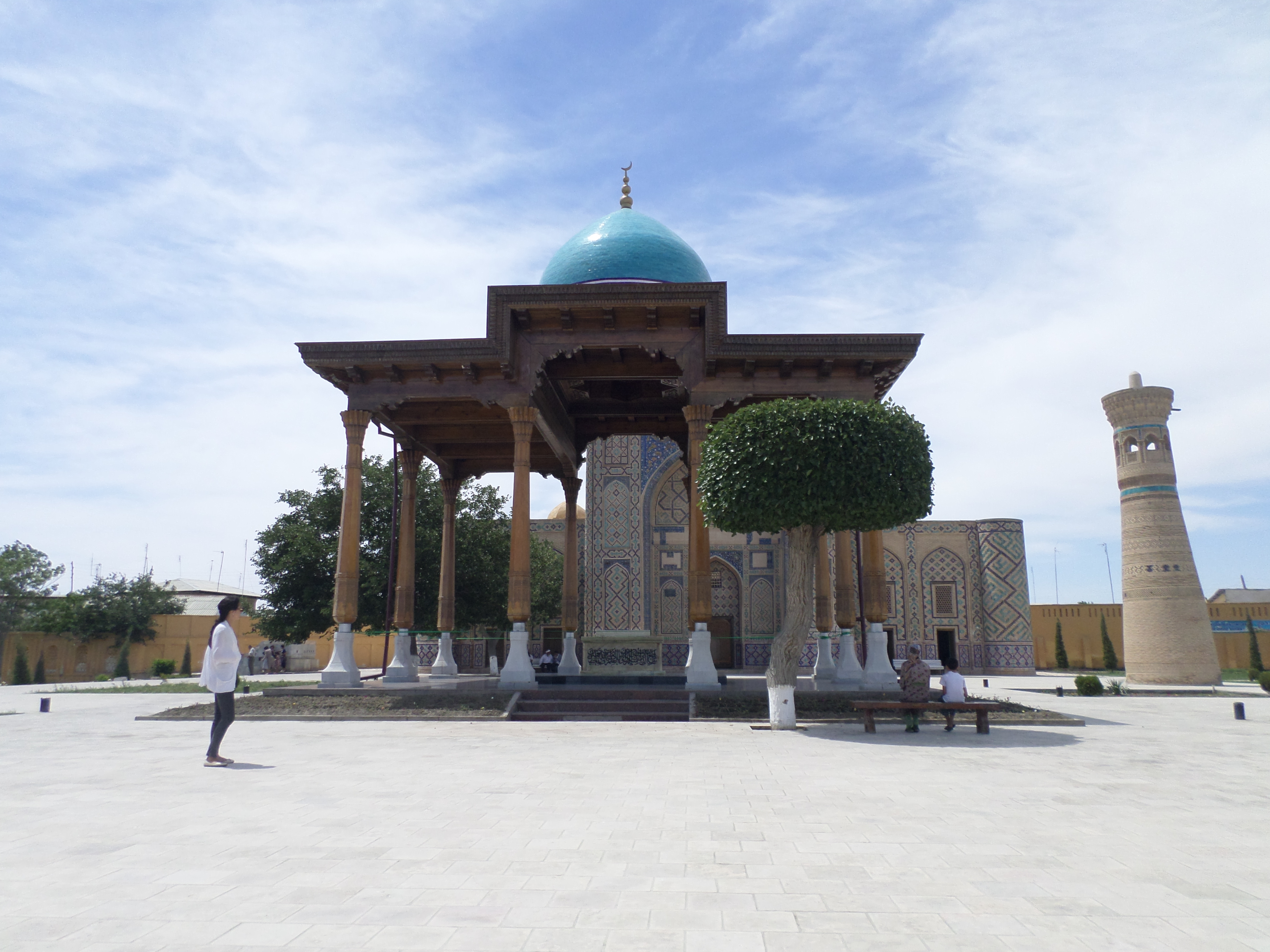
Медресе Улугбека
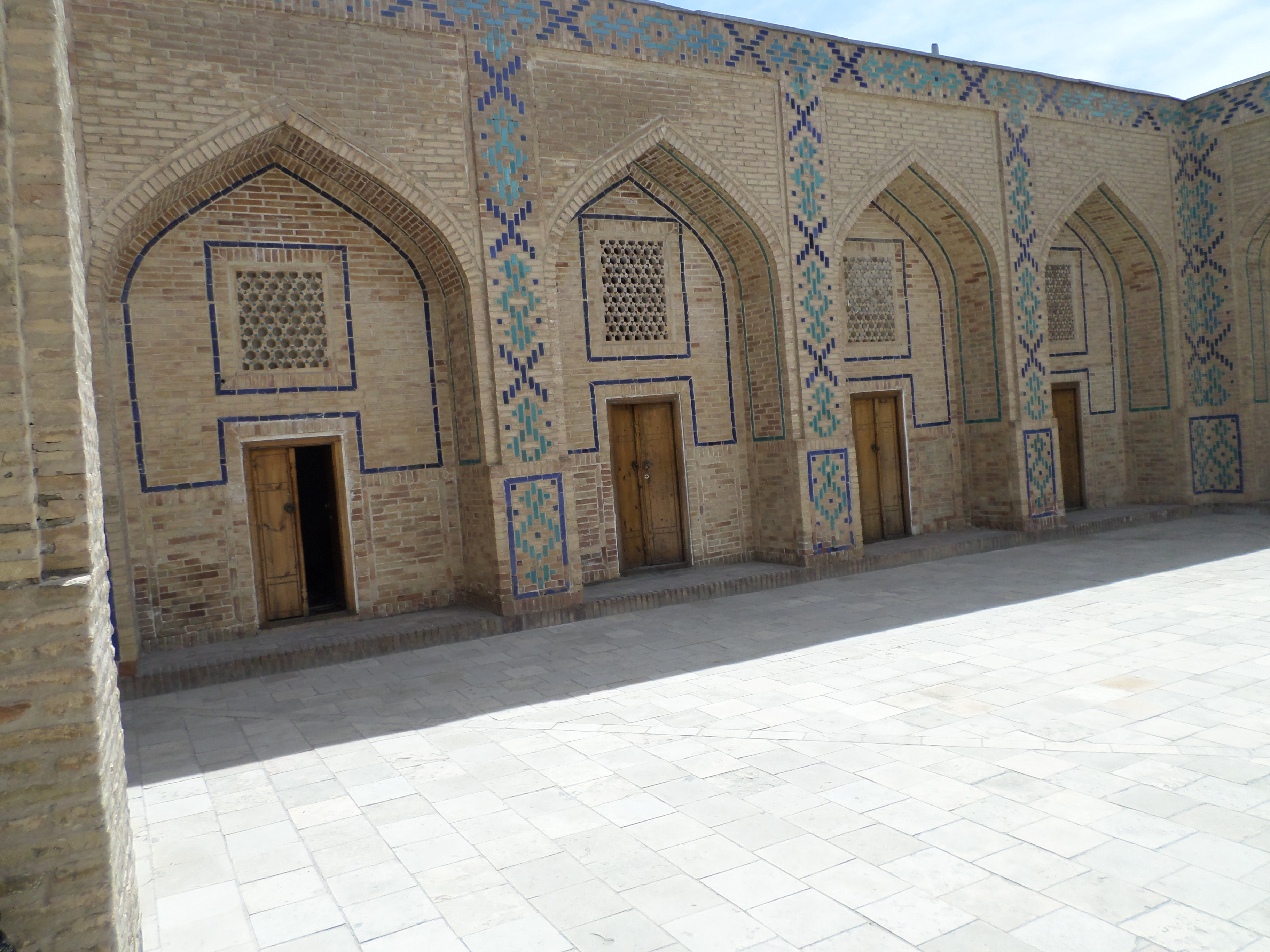
Медресе Улугбека
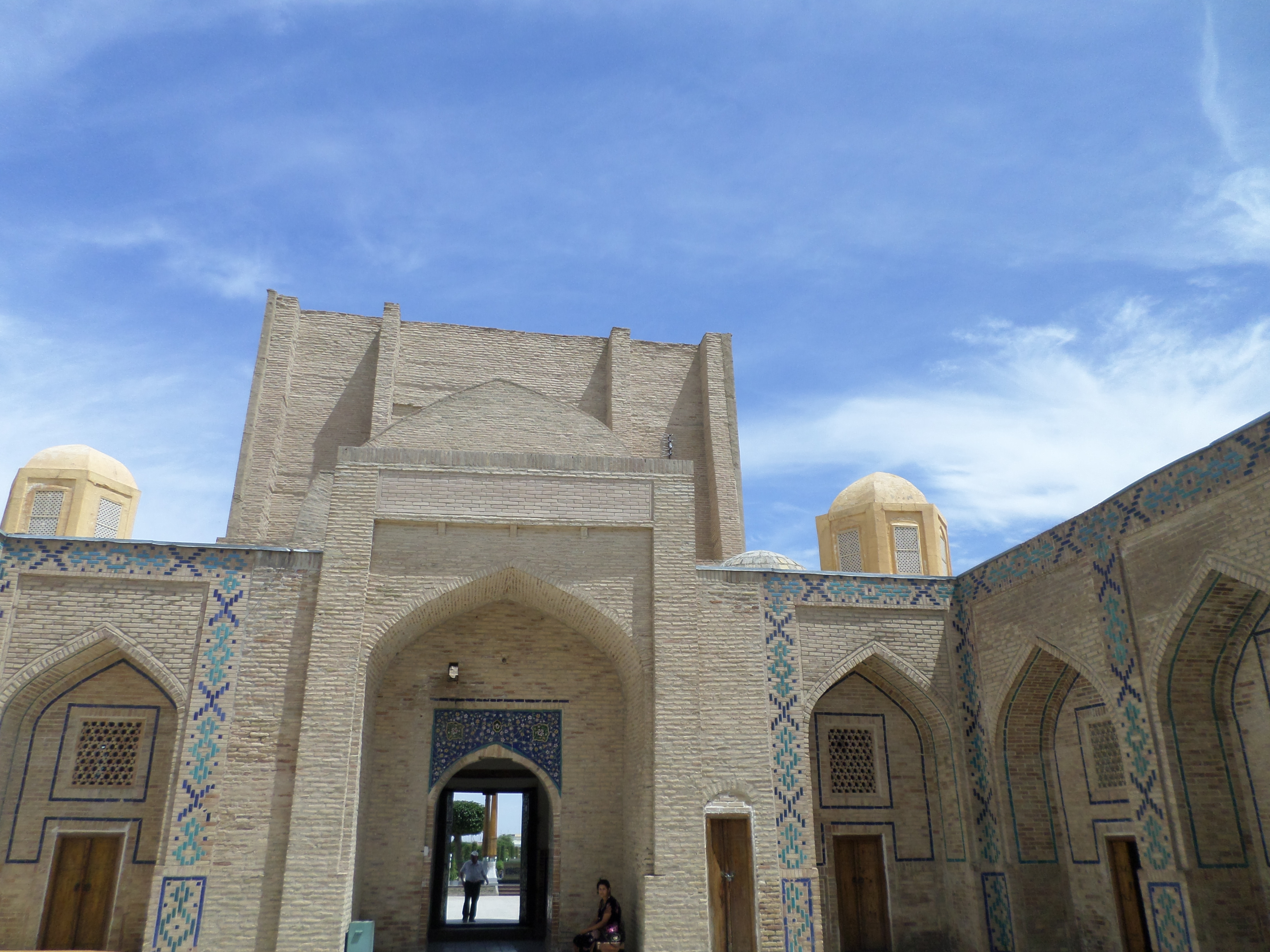
Медресе Улугбека
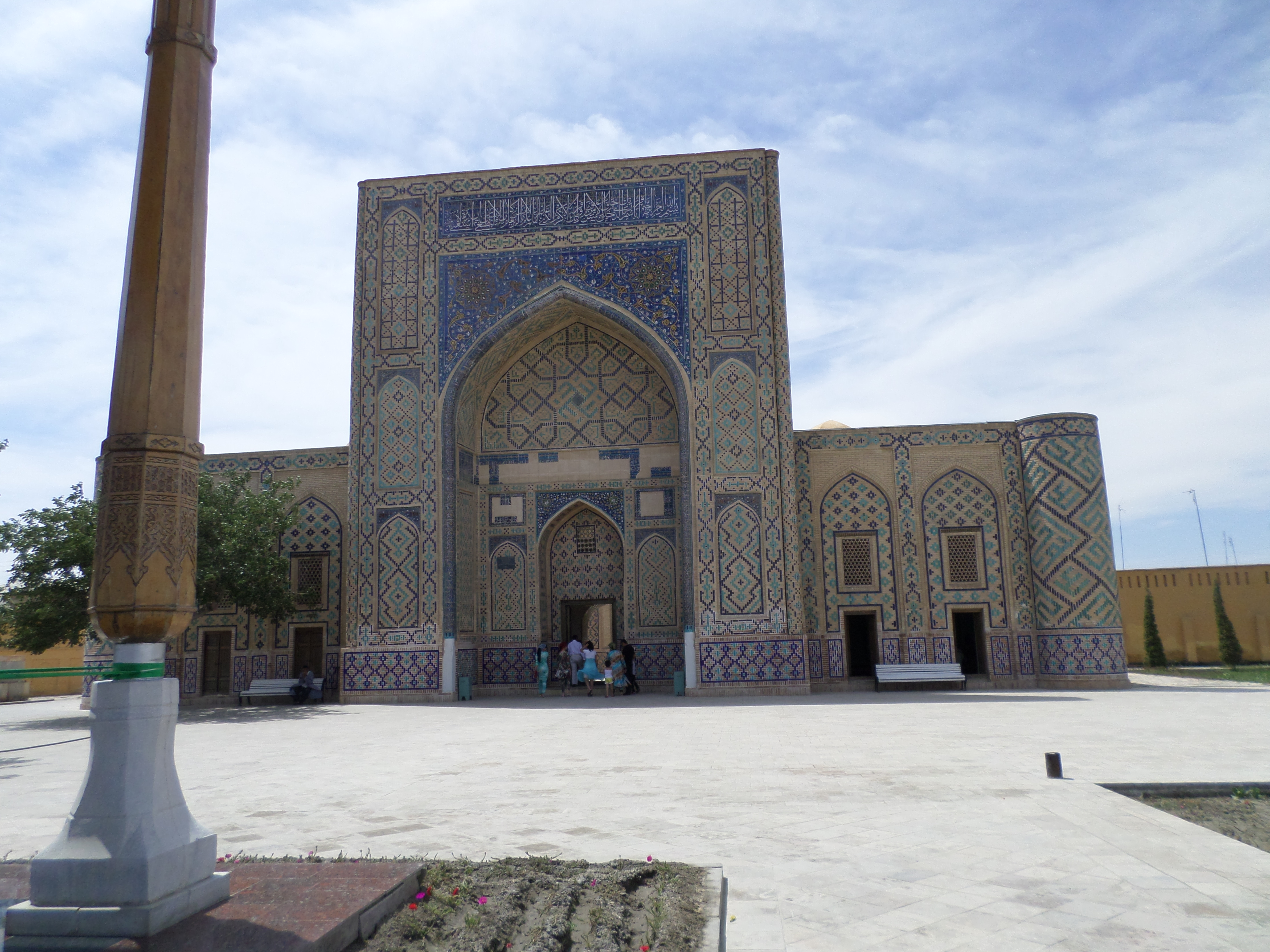
Медресе Улугбека